# Lorenzo Majnoni
Lorenzo Majnoni (Roma, 18 febbraio 1962) è un attore italiano.

## Biografia
Ha partecipato a numerose fiction televisive come Incantesimo, Edda, Il maresciallo Rocca ed a vari film cinematografici. Appare anche nel videoclip della canzone T'innamorerò di Marina Rei.
Dall'ottobre 2008 entra nel cast principale della soap opera di Canale5 CentoVetrine, interpretando il ruolo dell'imprenditore Alberto Castelli che sarà il principale azionista della Holding Ferri.

## Filmografia

### Cinema
- Una spina nel cuore, regia di Alberto Lattuada (1986)
- In nome della famiglia (1995)
- Costanza, regia di Gianluigi Calderone (1998)
- Il commissario Raimondi, regia di Paolo Costella (1998)
- Il macellaio, regia di Aurelio Grimaldi (1998)
- La piccola illusione, regia di Emiliano Corapi (1999)
- Riconciliati, regia di Rosalía Polizzi (2000)
- Fuga con Marlene, regia di Alfredo Peyretti (2007)
- Il generale Dalla Chiesa, regia di Giorgio Capitani (2007)

### Televisione
- Le porte dell'inferno, regia di Umberto Lenzi – film TV (1990)
- Il maresciallo Rocca – serie TV, episodio 3x01 (2000)
- Incantesimo – serial TV (1998-2002)
- L'ultimo rigore, regia di Sergio Martino – miniserie TV (2002)
- Edda, regia di Giorgio Capitani – miniserie TV  (2005)
- CentoVetrine – serial TV
- Le tre rose di Eva – serie TV (2012)
- Un passo dal cielo – serie TV, un episodio (2012)
- Madre, aiutami – serie TV (2014)
- Catturandi - Nel nome del padre – serie TV (2016)